# Empis albidiseta
Empis albidiseta är en tvåvingeart som beskrevs av Becker 1907. Empis albidiseta ingår i släktet Empis och familjen dansflugor. Inga underarter finns listade i Catalogue of Life.